# Теуакан-сонголикский науатль
Теуакан-сонголиканский науатль (Southeastern Puebla Nahuatl, Tehuacan-Zongolica Nahuatl) — разновидность языка науатль, в которой имеется 6 диалектов, распространённых на юго-востоке штата Пуэбла, на юге штата Веракрус и в штате Оахака в Мексике.

## Диалекты
- Орисабанский диалект (Náhuatl de la Sierra de Zongolica, Orizaba Aztec, Orizaba Nahuatl) распространён в городе Орисаба штата Веракрус.
- Санта-мария-ла-альтанский диалект (Náhuatl de Santa María la Alta, Santa María la Alta Nahuatl) распространён в городах Атенаюка и Санта-Мария-ла-Альта, несколько северо-западнее города Теуакан, штата Пуэбла. Диалект бесписьменный.
- Северо-оахакский диалект (Náhuatl del Norte de Oaxaca, Northern Oaxaca Nahuatl) распространён в городе Коскатлан штата Пуэбла; в городах Апистепек, Игнасио-Сарагоса, Косолапа, Сан-Антонио-Нанауатипан, Сан-Габриэль-Каса-Бланка, Сан-Мартин-Тоспалан, Санта-Мария-Теопоско, Теотитлан-дель-Камино, Тесонапа, Эль-Мансано-де-Масатлан на северо-западе штата Оахака, вблизи юго-восточной части ареала пуэбланского диалекта науатль.
- Сьерра-негранский диалект (Náhuatl de la Sierra Negra, Sierra Negra Nahuatl) распространён в 13 городах на юге штата Пуэбла.
- Уаскалеканский диалект (Huaxcaleca Aztec, Huaxcaleca Nahuatl, Náhuatl de Chichiquila) распространён в городах Чильчотла и Чичикила штата Пуэбла.
- Юго-восточный пуэбланский диалект (Náhuatl del Sureste de Puebla, Southeastern Puebla Nahuatl, Tehuacán Náhuatl) распространён в городах Сан-Себастьян-Синакатепек и Чилак региона Теуакан на юго-востоке штата Пуэбла.

## Письменность
Алфавит северо-оахакского диалекта: A a, Ch ch, E e, I i, J j, K k, L l, M m, N n, O o, P p, S s, T t, Tl tl, Tz tz, W w, X x, Y y, .